# Myrmecozela sordidella
Myrmecozela sordidella is een vlinder uit de familie echte motten (Tineidae). De wetenschappelijke naam is voor het eerst geldig gepubliceerd in 1975 door Zagulajev.
De soort komt voor in Europa.